# Torneio de Candidatos de 2020-21
O Torneio de Candidatos de 2020-21 foi um torneio de xadrez no formato de todos contra todos em dois turnos para decidir o desafiante para o Campeonato Mundial de Xadrez de 2021. Ian Nepomniachtchi venceu o torneio com uma rodada de antecedência e ganhou o direito de desafiar o atual campeão mundial, Magnus Carlsen.
A primeira metade do torneio foi disputada em Ecaterimburgo, Rússia, de 17 a 25 de março de 2020. Foi suspenso na metade devido à pandemia de COVID-19, com a segunda metade do torneio disputada de 19 a 27 de abril de 2021, também em Ecaterimburgo. Com mais de 13 meses do início ao fim, acredita-se que este tenha sido o torneio de xadrez presencial mais longo da história.

## Participantes
Os jogadores classificados para o Torneio de Candidatos foram:
| Modo de classificação                                                    | Jogador                                                      | Idade           | Pontuação       | Posição no ranking mundial |
| Modo de classificação                                                    | Jogador                                                      | (Março de 2020) | (Março de 2020) | (Março de 2020)            |
| ------------------------------------------------------------------------ | ------------------------------------------------------------ | --------------- | --------------- | -------------------------- |
| Vice-campeão do Campeonato Mundial de 2018                               | Fabiano Caruana                                              | 27              | 2842            | 2                          |
| Dois melhores colocados da Copa do Mundo de Xadrez de 2019               | Teimour Radjabov (vencedor). Desistiu.                       | 33              | 2765            | 9                          |
| Dois melhores colocados da Copa do Mundo de Xadrez de 2019               | Ding Liren (vice-campeão)                                    | 27              | 2805            | 3                          |
| Campeão do Torneio Grand Swiss da FIDE de 2019                           | Wang Hao                                                     | 30              | 2762            | 12                         |
| Dois melhores colocados no Grand Prix da FIDE de 2019                    | Alexander Grischuk (vencedor)                                | 36              | 2777            | 4                          |
| Dois melhores colocados no Grand Prix da FIDE de 2019                    | Ian Nepomniachtchi (vice-campeão)                            | 29              | 2774            | 5                          |
| Maior pontuação média                                                    | Anish Giri                                                   | 25              | 2763            | 11                         |
| Maior pontuação média                                                    | Maxime Vachier-Lagrave (substituto de Radjabov)              | 29              | 2767            | 8                          |
| Curinga escolhido pelo organizador, sujeito ao critério de elegibilidade | Kirill Alekseenko (Melhor não-classificado pelo Grand Swiss) | 22              | 2698            | 39                         |

As regras estabeleciam que se um ou mais jogadores recusassem o convite para jogar no Torneio de Candidatos, os jogadores com a próxima classificação média mais alta se classificariam. Em 6 de março, essa regra foi usada para selecionar Vachier-Lagrave, após a desistência de Radjabov.
Em comparação com os ciclos anteriores (2014, 2016, 2018), o Grand Swiss foi uma nova adição, e o número de classificados por pontuação foi reduzido de dois para um. O formato do torneio Grand Prix também foi alterado.

### Classificado por pontuação
O classificado por pontuação foi o jogador com a pontuação média no Ranking FIDE mais elevada nos 12 períodos de classificação de fevereiro de 2019 a janeiro de 2020, que não se classificou por outro método. Para ser elegível, um jogador deve ter jogado pelo menos 30 partidas competitivas durante os 12 períodos de classificação e pelo menos 18 nos últimos 6 períodos de classificação.
A tabela a seguir mostra as classificações dos jogadores com as melhores pontuações médias de fevereiro de 2019 a janeiro de 2020. Inclui os onze primeiros jogadores, exceto o campeão mundial Magnus Carlsen e os anteriormente classificdos Fabiano Caruana, Ding Liren, Alexander Grischuk e Ian Nepomniachtchi. Todos os jogadores na tabela atenderam aos requisitos de contagem de jogos acima.
O jogador classificado por pontuação foi Anish Giri.
| R  | Jogador                | Fev 2019 | Mar 2019 | Abr 2019 | Maio 2019 | Jun 2019 | Jul 2019 | Ago 2019 | Set 2019 | Out 2019 | Nov 2019 | Dec 2019 | Jan 2020 | Pontuação média |
| -- | ---------------------- | -------- | -------- | -------- | --------- | -------- | -------- | -------- | -------- | -------- | -------- | -------- | -------- | --------------- |
| 4  | Anish Giri             | 2797     | 2797     | 2797     | 2787      | 2779     | 2779     | 2779     | 2780     | 2780     | 2776     | 2769     | 2768     | 2782.33         |
| 5  | Maxime Vachier-Lagrave | 2780     | 2775     | 2773     | 2780      | 2779     | 2775     | 2778     | 2774     | 2774     | 2777     | 2780     | 2770     | 2776.25         |
| 6  | Shakhriyar Mamedyarov  | 2790     | 2790     | 2793     | 2781      | 2774     | 2765     | 2764     | 2767     | 2767     | 2772     | 2772     | 2770     | 2775.42         |
| 9  | Viswanathan Anand      | 2779     | 2779     | 2774     | 2774      | 2767     | 2764     | 2756     | 2765     | 2765     | 2757     | 2757     | 2758     | 2766.25         |
| 10 | Levon Aronian          | 2767     | 2761     | 2763     | 2762      | 2752     | 2756     | 2765     | 2758     | 2758     | 2772     | 2775     | 2773     | 2763.50         |
| 11 | Wesley So              | 2765     | 2762     | 2762     | 2754      | 2754     | 2763     | 2776     | 2767     | 2767     | 2760     | 2760     | 2765     | 2762.91         |

### Curinga
Um curinga foi selecionado pelo organizador. Este jogador devia ter participado em pelo menos dois dos três torneios classificatórios (Copa do Mundo, Grand Swiss e Grand Prix) e também ter cumprido uma das seguintes condições: maior não classificado na Copa do Mundo e também semifinalista da competição; maior não qualificado no Grand Swiss ou Grand Prix; ou entre os 10 primeiros por classificação média de fevereiro de 2019 a janeiro de 2020.
Quatro jogadores estavam elegíveis: Maxime Vachier-Lagrave (terceiro na Copa do Mundo, terceiro no Grand Prix e quinto na lista de classificação); Kirill Alekseenko (maior não qualificado no Grand Swiss e também jogou na Copa do Mundo); Shakhriyar Mamedyarov (sexto na lista de classificação, jogou na Copa do Mundo e Grand Prix) e Levon Aronian (décimo na lista de classificação, jogou na Copa do Mundo e Grande Prêmio). Viswanathan Anand foi o nono na lista de classificação, mas apenas participou do Grand Swiss e, portanto, não foi elegível para ser escolhido como o jogador curinga.
Em 11 de novembro de 2019, Andrey Filatov, presidente da Federação de Xadrez da Rússia, anunciou a intenção de usar o curinga para escolher um jogador russo, afirmando: “A decisão de sediar este evento na Rússia garante que haverá um jogador russo participando. Ainda estamos considerando diferentes opções de como escolheremos um curinga russo, mas provavelmente será uma partida ou torneio com Kirill Alekseenko [...]." Na época do anúncio, nenhum russo havia se qualificado para os candidatos; e Alekseenko, Grischuk e Nepomniachtchi seriam elegíveis para o wild card, embora os dois últimos também tivessem a chance de se qualificar através do Grand Prix.
Em 22 de dezembro de 2019, os resultados do Grand Prix foram finalizados, com Grischuk e Nepomniachtchi se classificando, o que significa que Alekseenko era o único russo elegível para o wild card.
Em 23 de dezembro de 2019, a Federação de Xadrez da Rússia nomeou oficialmente Kirill Alekseenko como o curinga.
No mesmo dia, o treinador de Maxime Vachier-Lagrave expressou sua preocupação com as regras atuais da FIDE em uma carta aberta à Federação de Xadrez da Rússia, solicitando a organização de um match entre Vachier-Lagrave e Alekseenko para a escolha do curinga, baseando-se no fato de Vachier-Lagrave ser elegível para o curinga de três maneiras diferentes. No entanto, Alekseenko foi confirmado como o curinga. O próprio Alekseenko encorajou a abolição do curinga entrevista posterior.

## Organização
O formato do torneio foi de todos contra todos, em turno e returno, para oito jogadores, ou seja, foram 14 rodadas com cada jogador se enfrentando duas vezes: uma com as peças pretas e outra com as brancas. O vencedor do torneio se classificou para enfrentar Magnus Carlsen pelo Campeonato Mundial no final de 2021.

### Regulamentos
O controle de tempo era de 100 minutos para os primeiros 40 movimentos, 50 minutos para os próximos 20 movimentos e 15 minutos para o resto do jogo; mais um incremento de 30 segundos por movimento a partir do primeiro lance.
Em caso de empate, os desempates foram aplicados na seguinte ordem: 1) pontuação frente a frente entre os jogadores empatados, 2) número total de vitórias, 3) pontuação Sonneborn-Berger (SB), 4) partidas de xadrez rápido - desempate (apenas para o primeiro lugar). Se mais de dois jogadores estivessem empatados em primeiro após os três primeiros métodos de desempate, os dois jogadores que disputariam o desempate deveriam ser decididos por sorteio.
O prêmio em dinheiro foi de €48.000 para o primeiro lugar, €36.000 para o segundo lugar, €24.000 para o terceiro lugar (com jogadores com o mesmo número de pontos compartilhando o prêmio em dinheiro, independentemente dos desempates); mais €7.000 por ponto para cada jogador; dando um prêmio total de €500.000.

### Cronograma
A FIDE anunciou o emparelhamento da competição em 14 de fevereiro de 2020. A programação original previa a rodada final em 3 de abril e a cerimônia de encerramento em 4 de abril de 2020. O cronograma revisado foi anunciado em 16 de fevereiro de 2021.
Todos os jogos começaram às 16:00, hora local (11:00 UTC), exceto a Rodada 14, que começou às 15:00 hora local (10:00 UTC).
Os jogadores do mesmo país devem jogar entre si nas rodadas iniciais: Ding Liren e Wang Hao se enfrentaram nas rodadas 1 e 8; enquanto Grischuk, Nepomniachtchi e Alekseenko jogaram entre si nas rodadas 1 a 3 e nas rodadas 8 a 10.
| Data                | Dia da semana | Evento                |
| ------------------- | ------------- | --------------------- |
| 16 de março de 2020 | Segunda-feira | Cerimônia de abertura |
| 17 de março de 2020 | terça         | Rodada 1              |
| 18 de março de 2020 | quarta-feira  | 2 ª rodada            |
| 19 de março de 2020 | quinta-feira  | Rodada 3              |
| 20 de março de 2020 | sexta-feira   | Dia de descanso       |
| 21 de março de 2020 | sábado        | Rodada 4              |
| 22 de março de 2020 | Domigo        | Rodada 5              |
| 23 de março de 2020 | Segunda-feira | Rodada 6              |
| 24 de março de 2020 | terça         | Dia de descanso       |
| 25 de março de 2020 | quarta-feira  | Rodada 7              |

| Data                | Dia da semana | Evento                                              |
| ------------------- | ------------- | --------------------------------------------------- |
| 19 de abril de 2021 | Segunda-feira | Rodada 8                                            |
| 20 de abril de 2021 | terça         | Rodada 9                                            |
| 21 de abril de 2021 | quarta-feira  | Rodada 10                                           |
| 22 de abril de 2021 | quinta-feira  | Dia de descanso                                     |
| 23 de abril de 2021 | sexta-feira   | Rodada 11                                           |
| 24 de abril de 2021 | sábado        | 12ª Rodada                                          |
| 25 de abril de 2021 | Domigo        | Dia de descanso                                     |
| 26 de abril de 2021 | Segunda-feira | Rodada 13                                           |
| 27 de abril de 2021 | terça         | Rodada 14                                           |
| 28 de abril de 2021 | quarta-feira  | Desempate (se necessário) Cerimônia de encerramento |

## Impacto do coronavírus no torneio

### Ding Liren e Wang Hao
A pandemia de COVID-19, que se limitou principalmente à China em janeiro e início de fevereiro de 2020, afetou a preparação dos jogadores chineses, Wang Hao e Ding Liren. Em 10 de fevereiro, os dois jogadores admitiram que cancelaram seus campos de treinamento e tiveram que se preparar online com seus assistentes: Ding Liren estava treinando em sua cidade natal, Wenzhou; enquanto Wang Hao estava fora da China e planejava retornar brevemente à China antes da competição. Ele mais tarde decidiu não retornar à China antes do torneio.
Em 19 de fevereiro, a Rússia anunciou uma proibição parcial de entrada de cidadãos chineses no país devido ao surto de coronavírus na China. A FIDE anunciou que a delegação chinesa estava viajando com vistos humanitários e, portanto, teria permissão para entrar na Rússia, mas foi avisada para vir "com bastante antecedência" antes do torneio.
Em 2 de março, Ding Liren e sua equipe passaram pelo controle da fronteira russa em Moscou e foram para uma casa de campo isolada nos arredores da cidade, para duas semanas de quarentena médica e observação antes do início do torneio.

### Radjabov se retira, substituído por Vachier-Lagrave
Em 6 de março, citando preocupações sobre a pandemia de COVID-19 e o manejo da gestão de risco da FIDE, Teimour Radjabov retirou-se do torneio. Seu lugar foi preenchido por Maxime Vachier-Lagrave, já que ele era o próximo na lista de pontuação média.
Radjabov pediu à FIDE para adiar o evento devido ao surto de coronavírus. A FIDE respondeu que isso não poderia ser feito "legal e praticamente", e deu a Radjabov até 6 de março para confirmar sua participação; Radjabov respondeu retirando-se formalmente.

### Novos regulamentos da FIDE sobre as condições de jogo
Em 7 de março, a FIDE anunciou que o torneio só poderia ser adiado por ordem das autoridades russas, e afirmou isso novamente em 14 de março: ″Não é responsabilidade da FIDE cancelar os torneios classificados pela FIDE em qualquer Federação. Cada Federação pode tomar suas próprias decisões...″
A FIDE também anunciou medidas de saúde e segurança, incluindo a avaliação da temperatura corporal dos visitantes e tornando os apertos de mão opcionais.
Se um dos jogadores testasse positivo para COVID-19, o torneio seria interrompido imediatamente e reiniciado no final do ano, com pontos contados de jogos já disputados.

### FIDE suspende o torneio
As primeiras sete rodadas ocorreram conforme programado, entre 17 e 25 de março, com a oitava rodada programada para 26 de março. Mas em neste dia, o governo russo anunciou uma interrupção do tráfego aéreo com países estrangeiros, com efeito em 27 de março. Isso levou a FIDE a suspender o torneio imediatamente, já que a federação não poderia garantir o retorno dos jogadores e oficiais após a conclusão do torneio. Nas condições do torneio, os resultados das primeiras sete rodadas foram mantidos.

### O status de Radjabov
Como consequência do adiamento, Radjabov pediu sua reintegração no torneio, bem como considerou uma ação judicial caso não fosse reintegrado. Em uma entrevista em maio de 2020, o Presidente da FIDE Arkady Dvorkovich indicou que sua preferência era dar a Radjabov uma entrada direta para o próximo ciclo em 2022, sujeito à aprovação do conselho da entidade.
Em maio de 2021, a FIDE confirmou que Radjabov estava classificado para o Torneio de Candidatos de 2022.

### Reinício do torneio
A retomada foi inicialmente anunciada pela FIDE em 8 de setembro de 2020. O torneio foi reprogramado na mesma cidade-sede de Ecaterimburgo, com a 8ª rodada começando em 1 de novembro de 2020. Tbilisi, na Geórgia, foi nomeada como sede reserva.
No entanto, em 16 de outubro de 2020, a FIDE adiou a retomada do torneio, até a primavera (do hemisfério norte) de 2021. Isso ocorreu devido às preocupações constantes com a COVID-19, bem como ao fato de que o campeonato mundial estava agendado para novembro a dezembro de 2021, portanto não era necessário concluir o Torneio de Candidatos em 2020. Dvorkovich disse que Ecaterimburgo ainda era a provável sede para o reinício da competição.
Em 16 de fevereiro de 2021, a FIDE anunciou que a segunda metade do torneio seria disputada entre 19 e 28 de abril, em Ecaterimburgo.

## Resultados

### Classificação
| Posição | Jogador                      | Pontuação | CD  | Vitórias | SB    | IN | IN | MVL | MVL | Giri | Giri | FC | FC | Ding | Ding | AGr | AGr | KA | KA | Wang | Wang |
| ------- | ---------------------------- | --------- | --- | -------- | ----- | -- | -- | --- | --- | ---- | ---- | -- | -- | ---- | ---- | --- | --- | -- | -- | ---- | ---- |
| 1       | Ian Nepomniachtchi (RUS)     | 8.5       | —   | 5        | 55    |    |    | ½   | 0   | ½    | 1    | ½  | ½  | 1    | 0    | ½   | ½   | 1  | ½  | 1    | 1    |
| 2       | Maxime Vachier-Lagrave (FRA) | 8         | —   | 4        | 53.75 | 1  | ½  |     |     | ½    | ½    | ½  | 0  | 1    | ½    | ½   | 0   | 1  | ½  | 1    | ½    |
| 3       | Anish Giri (HOL)             | 7.5       | 1.5 | 4        | 50.5  | 0  | ½  | ½   | ½   |      |      | ½  | 1  | 1    | ½    | ½   | 0   | 0  | 1  | 1    | ½    |
| 4       | Fabiano Caruana (EUA)        | 7.5       | 0.5 | 3        | 50.5  | ½  | ½  | 1   | ½   | 0    | ½    |    |    | ½    | 0    | ½   | ½   | 1  | ½  | ½    | 1    |
| 5       | Ding Liren (CHN)             | 7         | 1.5 | 4        | 48.75 | 1  | 0  | ½   | 0   | ½    | 0    | 1  | ½  |      |      | 1   | ½   | ½  | 1  | 0    | ½    |
| 6       | Alexander Grischuk (RUS)     | 7         | 0.5 | 2        | 50.5  | ½  | ½  | 1   | ½   | 1    | ½    | ½  | ½  | ½    | 0    |     |     | ½  | 0  | ½    | ½    |
| 7       | Kirill Alekseenko (RUS)      | 5.5       | —   | 2        | 38.5  | ½  | 0  | ½   | 0   | 0    | 1    | ½  | 0  | 0    | ½    | 1   | ½   |    |    | ½    | ½    |
| 8       | Wang Hao (CHN)               | 5         | —   | 1        | 34.5  | 0  | 0  | ½   | 0   | ½    | 0    | 0  | ½  | ½    | 1    | ½   | ½   | ½  | ½  |      |      |

Nota: Os números na tabela cruzada em um fundo branco indicam o resultado jogando o respectivo oponente com as peças brancas (peças pretas se em um fundo preto).
Nepomniachtchi assumiu a liderança com vitórias nas rodadas 1, 5 e 6, mas foi alcançado por Vachier-Lagrave, que o derrotou na 7ª rodada. O torneio foi interrompido no meio do caminho, com cada jogador tendo jogado um contra o outro uma vez. Vachier-Lagrave e Nepomniachtchi dividiam a liderança com 4½/7, com a vitória de Vachier-Lagrave em seu jogo individual colocando-o provisoriamente à frente no desempate. Um ponto atrás, com 3½, estavam Caruana, Giri, Grischuk e Wang Hao. Ding Liren, que era considerado um dos favoritos, começou mal o torneio com duas derrotas consecutivas e dividiu o último lugar com Alekseenko, tendo 2½.
Quando o torneio foi retomado, Caruana derrotou Vachier-Lagrave na oitava rodada, e Nepomniachtchi se tornou novamente o único líder, com uma vantagem que se estendeu para um ponto após a vitória sobre Alekseenko na décima rodada. Giri ficou a meio ponto da liderança (mas com um desempate pior do que Nepomniachtchi), com vitórias sobre Wang Hao e Ding Liren nas rodadas 9 e 11. Na 12ª rodada, Giri enfrentou o terceiro colocado Caruana, em uma partida que ambos precisavam vencer; Giri venceu, mas Nepomniachtchi derrotou Wang Hao e manteve sua liderança de meio ponto; deixando Nepomniachtchi na liderança com 8 pontos, Giri com 7½ e Vachier-Lagrave com 6½.
Na 13ª rodada, tanto Giri (contra Grischuk) quanto Vachier-Lagrave (contra Nepomniachtchi) jogaram pela vitória com as peças pretas, mas ambos obtiveram posições inferiores. Quando Nepomniachtchi viu que Giri estava perdendo, ofereceu um empate a Vachier-Lagrave, que aceitou. Com isso, a classificação ao final da rodada mostrava Nepomniachtchi com 8½ pontos, Giri com 7½, Vachier-Lagrave e Caruana com 7. Com um desempate superior devido ao placar de 1½ – ½ nos confrontos diretos contra Giri, Nepomniachtchi venceu o torneio com uma rodada de antecedência.

### Resultados por rodada
O primeiro jogador nomeado jogou com as peças brancas. 1–0 indica uma vitória das brancas, 0–1 indica uma vitória das pretas e ½ – ½ indica um empate. Os números entre parênteses mostram as pontuações dos jogadores antes da rodada.
| 1ª rodada – 17 de março de 2020 | 1ª rodada – 17 de março de 2020 | 1ª rodada – 17 de março de 2020 |
| ------------------------------- | ------------------------------- | ------------------------------- |
| Maxime Vachier-Lagrave (0)      | Fabiano Caruana (0)             | ½ – ½                           |
| Ding Liren (0)                  | Wang Hao (0)                    | 0-1                             |
| Anish Giri (0)                  | Ian Nepomniachtchi (0)          | 0-1                             |
| Alexander Grischuk (0)          | Kirill Alekseenko (0)           | ½ – ½                           |
| 2ª rodada – 18 de março de 2020 |                                 |                                 |
| Fabiano Caruana (½)             | Kirill Alekseenko (½)           | 1–0                             |
| Ian Nepomniachtchi (1)          | Alexander Grischuk (½)          | ½ – ½                           |
| Wang Hao (1)                    | Anish Giri (0)                  | ½ – ½                           |
| Maxime Vachier-Lagrave (½)      | Ding Liren (0)                  | 1–0                             |
| 3ª rodada – 19 de março de 2020 |                                 |                                 |
| Ding Liren (0)                  | Fabiano Caruana (1½)            | 1–0                             |
| Anish Giri (½)                  | Maxime Vachier-Lagrave (1½)     | ½ – ½                           |
| Alexander Grischuk (1)          | Wang Hao (1½)                   | ½ – ½                           |
| Kirill Alekseenko (½)           | Ian Nepomniachtchi (1½)         | ½ – ½                           |
| 4ª rodada – 21 de março de 2020 |                                 |                                 |
| Fabiano Caruana (1½)            | Ian Nepomniachtchi (2)          | ½ – ½                           |
| Wang Hao (2)                    | Kirill Alekseenko (1)           | ½ – ½                           |
| Maxime Vachier-Lagrave (2)      | Alexander Grischuk (1½)         | ½ – ½                           |
| Ding Liren (1)                  | Anish Giri (1)                  | ½ – ½                           |
| 5ª rodada – 22 de março de 2020 |                                 |                                 |
| Anish Giri (1½)                 | Fabiano Caruana (2)             | ½ – ½                           |
| Alexander Grischuk (2)          | Ding Liren (1½)                 | ½ – ½                           |
| Kirill Alekseenko (1½)          | Maxime Vachier-Lagrave (2½)     | ½ – ½                           |
| Ian Nepomniachtchi (2½)         | Wang Hao (2½)                   | 1–0                             |
| 6ª rodada – 23 de março de 2020 |                                 |                                 |
| Alexander Grischuk (2½)         | Fabiano Caruana (2½)            | ½ – ½                           |
| Kirill Alekseenko (2)           | Anish Giri (2)                  | 0-1                             |
| Ian Nepomniachtchi (3½)         | Ding Liren (2)                  | 1–0                             |
| Wang Hao (2½)                   | Maxime Vachier-Lagrave (3)      | ½ – ½                           |
| 7ª rodada – 25 de março de 2020 |                                 |                                 |
| Fabiano Caruana (3)             | Wang Hao (3)                    | ½ – ½                           |
| Maxime Vachier-Lagrave (3½)     | Ian Nepomniachtchi (4½)         | 1–0                             |
| Ding Liren (2)                  | Kirill Alekseenko (2)           | ½ – ½                           |
| Anish Giri (3)                  | Alexander Grischuk (3)          | ½ – ½                           |

| 8ª rodada – 19 de abril de 2021  | 8ª rodada – 19 de abril de 2021 | 8ª rodada – 19 de abril de 2021 |
| -------------------------------- | ------------------------------- | ------------------------------- |
| Fabiano Caruana (3½)             | Maxime Vachier-Lagrave (4½)     | 1–0                             |
| Wang Hao (3½)                    | Ding Liren (2½)                 | ½ – ½                           |
| Ian Nepomniachtchi (4½)          | Anish Giri (3½)                 | ½ – ½                           |
| Kirill Alekseenko (2½)           | Alexander Grischuk (3½)         | 1–0                             |
| 9ª rodada – 20 de abril de 2021  |                                 |                                 |
| Kirill Alekseenko (3½)           | Fabiano Caruana (4½)            | ½ – ½                           |
| Alexander Grischuk (3½)          | Ian Nepomniachtchi (5)          | ½ – ½                           |
| Anish Giri (4)                   | Wang Hao (4)                    | 1–0                             |
| Ding Liren (3)                   | Maxime Vachier-Lagrave (4½)     | ½ – ½                           |
| 10ª rodada – 21 de abril de 2021 |                                 |                                 |
| Fabiano Caruana (5)              | Ding Liren (3½)                 | ½ – ½                           |
| Maxime Vachier-Lagrave (5)       | Anish Giri (5)                  | ½ – ½                           |
| Wang Hao (4)                     | Alexander Grischuk (4)          | ½ – ½                           |
| Ian Nepomniachtchi (5½)          | Kirill Alekseenko (4)           | 1–0                             |
| 11ª rodada – 23 de abril de 2021 |                                 |                                 |
| Ian Nepomniachtchi (6½)          | Fabiano Caruana (5½)            | ½ – ½                           |
| Kirill Alekseenko (4)            | Wang Hao (4½)                   | ½ – ½                           |
| Alexander Grischuk (4½)          | Maxime Vachier-Lagrave (5½)     | 1–0                             |
| Anish Giri (5½)                  | Ding Liren (4)                  | 1–0                             |
| 12ª rodada – 24 de abril de 2021 |                                 |                                 |
| Fabiano Caruana (6)              | Anish Giri (6½)                 | 0-1                             |
| Ding Liren (4)                   | Alexander Grischuk (5½)         | 1–0                             |
| Maxime Vachier-Lagrave (5½)      | Kirill Alekseenko (4½)          | 1–0                             |
| Wang Hao (5)                     | Ian Nepomniachtchi (7)          | 0-1                             |
| 13ª rodada – 26 de abril de 2021 |                                 |                                 |
| Wang Hao (5)                     | Fabiano Caruana (6)             | 0-1                             |
| Ian Nepomniachtchi (8)           | Maxime Vachier-Lagrave (6½)     | ½ – ½                           |
| Kirill Alekseenko (4½)           | Ding Liren (5)                  | 0-1                             |
| Alexander Grischuk (5½)          | Anish Giri (7½)                 | 1–0                             |
| 14ª rodada – 27 de abril de 2021 |                                 |                                 |
| Fabiano Caruana (7)              | Alexander Grischuk (6½)         | ½ – ½                           |
| Anish Giri (7½)                  | Kirill Alekseenko (4½)          | 0-1                             |
| Ding Liren (6)                   | Ian Nepomniachtchi (8½)         | 1–0                             |
| Maxime Vachier-Lagrave (7)       | Wang Hao (5)                    | 1–0                             |

### Pontos por rodada
Para cada jogador, a diferença entre vitórias e derrotas após cada rodada é mostrada. Os jogadores com a maior diferença em cada rodada são marcados com fundo verde. Os jogadores sem mais chances de avançar para a disputa do título, a cada rodada, são marcados com fundo vermelho.
| Posição final | Jogador                      | Rodadas | Rodadas | Rodadas | Rodadas | Rodadas | Rodadas | Rodadas | Rodadas | Rodadas | Rodadas | Rodadas | Rodadas | Rodadas | Rodadas |
| Posição final | Jogador                      | 1       | 2       | 3       | 4       | 5       | 6       | 7       | 8       | 9       | 10      | 11      | 12      | 13      | 14      |
| ------------- | ---------------------------- | ------- | ------- | ------- | ------- | ------- | ------- | ------- | ------- | ------- | ------- | ------- | ------- | ------- | ------- |
| 1             | Ian Nepomniachtchi (RUS)     | +1      | +1      | +1      | +1      | +2      | +3      | +2      | +2      | +2      | +3      | +3      | +4      | +4      | +3      |
| 2             | Maxime Vachier-Lagrave (FRA) | =       | +1      | +1      | +1      | +1      | +1      | +2      | +1      | +1      | +1      | =       | +1      | +1      | +2      |
| 3             | Anish Giri (HOL)             | −1      | −1      | −1      | −1      | −1      | =       | =       | =       | +1      | +1      | +2      | +3      | +2      | +1      |
| 4             | Fabiano Caruana (EUA)        | =       | +1      | =       | =       | =       | =       | =       | +1      | +1      | +1      | +1      | =       | +1      | +1      |
| 5             | Ding Liren (CHN)             | −1      | −2      | −1      | −1      | −1      | −2      | −2      | −2      | −2      | −2      | −3      | −2      | −1      | =       |
| 6             | Alexander Grischuk (RUS)     | =       | =       | =       | =       | =       | =       | =       | −1      | −1      | −1      | =       | −1      | =       | =       |
| 7             | Kirill Alekseenko (RUS)      | =       | −1      | −1      | −1      | −1      | −2      | −2      | −1      | −1      | −2      | −2      | −3      | −4      | −3      |
| 8             | Wang Hao (CHN)               | +1      | +1      | +1      | +1      | =       | =       | =       | =       | −1      | −1      | −1      | −2      | −3      | −4      |